# Округ Мидлсекс (Њу Џерзи)
Мидлсекс (енгл. Middlesex County) је округ у америчкој савезној држави Њу Џерзи.

## Демографија
По попису из 2010. године број становника је 809.858, што је 59.696 (8,0%) становника више него 2000. године.
| Група             | 2000.           | 2010.           |
| Белци             | 464.537 (61,9%) | 398.724 (49,2%) |
| Афроамериканци    | 68.467 (9,1%)   | 78.462 (9,7%)   |
| Азијати           | 104.212 (13,9%) | 173.293 (21,4%) |
| Хиспаноамериканци | 101.940 (13,6%) | 148.975 (18,4%) |
| Укупно            | 750.162         | 809.858         |